# نبرد هیربا
نبرد هیربا نخستین جنگ میان پارس‌ها و ماد‌ها بود و همچنین اولین نبرد بعد از خیزش پارس‌ها است.
این نبردها تقریباً به‌طور کامل بوسیله کوروش بزرگ رهبری شد. این نبردها همچنین باعث انتقال قدرت در خاورمیانه آن زمان شد.
پیروزی در این جنگ سبب پای گرفتن اولین شاهنشاهی ایرانیان شد، که آغازی بود بر موفقیت‌های کوروش بزرگ در فتوحات دیگرش.
در حالی که تنها منبعی که ماجرای نبرد را به‌طور کامل توضیح داده نیکولاس دمشقی است، بقیه تاریخ نویسان مشهور آن زمان از جمله هرودوت، کتسیاس و استرابو وقوع این نبرد را در نوشته‌های خود قید کرده‌اند.
هنگام شورش پارس‌ها، ایشتوویگو تصمیم گرفت به پارس حمله کند و این حمله شتابزده در نهایت منجر به از بین رفتن سلسه مادها شد.